# Battaglia del lago Trasimeno

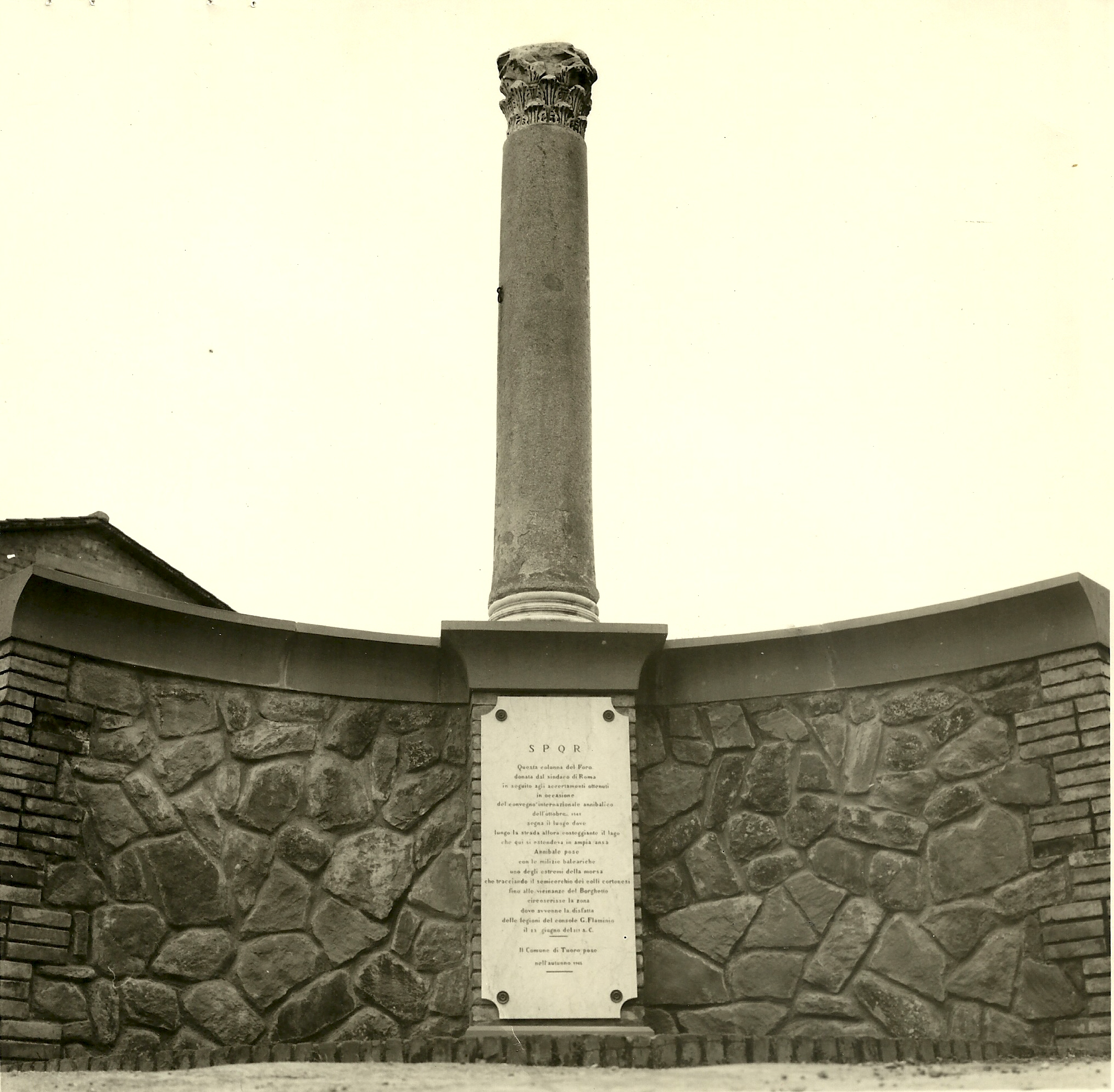
La colonna donata dalla città di Roma in memoria della Battaglia del Trasimeno

La battaglia del Trasimeno è stato uno degli scontri bellici maggiori della seconda guerra punica, e fu combattuta il mattino del 21 giugno 217 a.C. presso le sponde nord-occidentali del lago Trasimeno tra l'esercito romano, guidato dal console Gaio Flaminio Nepote, e quello cartaginese, al cui comando era Annibale Barca.
Annibale voleva decimare le due legioni guidate da Flaminio, che lo stavano seguendo lungo la sua marcia in Etruria, prima che si ricongiungessero con quelle dell'altro console Gneo Servilio Gemino. Scendendo la Val di Chiana in direzione di Roma, il condottiero cartaginese fece accelerare il passo alle sue truppe e giunse con alcune ore di anticipo in prossimità del lago Trasimeno: decise quindi di deviare verso est il suo percorso, in direzione di Perugia, poiché aveva individuato, in una valle compresa tra le estreme pendici dei monti di Cortona e il lago, i luoghi adatti per tendere un'imboscata alle legioni romane. Annibale qui si accampò con la fanteria pesante su una collina e dispose gli altri reparti sulle pendici dei colli circostanti, nascosti in modo da sorprendere ai fianchi l'esercito romano e circondarlo.
Il console romano arrivò presso le rive del lago quando il sole stava per tramontare e fu costretto ad accamparsi e ad attendere il giorno seguente per riprendere l'inseguimento, ignaro che l'accampamento nemico si trovasse lì vicino, essendo separati solo dai bassi colli di Cortona che si protendono verso il lago.
L'indomani, i reparti di Annibale erano già pronti all'agguato quando i Romani, all'alba, incominciarono a lasciare l'accampamento e, superato uno stretto passaggio tra uno sprone roccioso e le acque del lago, entrarono nella valle immersa nella nebbia, ignari del pericolo incombente, non avendo inviato esploratori in avanscoperta.
L'esercito cartaginese conseguì sul campo una vittoria piena, avendo colto la maggior parte delle truppe romane ancora in ordine di marcia nel fondo della valle.
Le fonti riferiscono della morte in battaglia del console Flaminio e di notevoli perdite romane, mentre quelle cartaginesi furono tra i 1 500 e i 2 500 soldati, compresi soprattutto nelle file celtiche.
La disfatta, la morte di Flaminio e la distanza da Roma dell'altro console Servilio spinsero i comizi centuriati a nominare dittatore Quinto Fabio Massimo Verrucoso e maestro della cavalleria Marco Minucio Rufo.

## Antefatti
Nella prima fase della seconda guerra punica, Annibale e il suo esercito composto da Libi, Numidi, Mauri, Iberi, Celtiberi e Balearici riuscirono, nell'autunno del 218 a.C., a raggiungere la Valle Padana, dopo una lunga marcia partita dai possedimenti cartaginesi in Iberia. Dopo aver valicato le Alpi, gli effettivi sotto il comando del Barcide consistevano in 20 000 fanti e 6 000 cavalieri. Annibale riuscì in breve tempo a vincere i primi scontri importanti contro i Romani: prima al Ticino, poi alla Trebbia. Stabilì quindi i suoi campi invernali nella pianura Padana. Le tribù celtiche, che intanto si erano a lui alleate (Boi e Insubri le più importanti), gli consentirono di aumentare i propri effettivi di ca 20 000 unità.

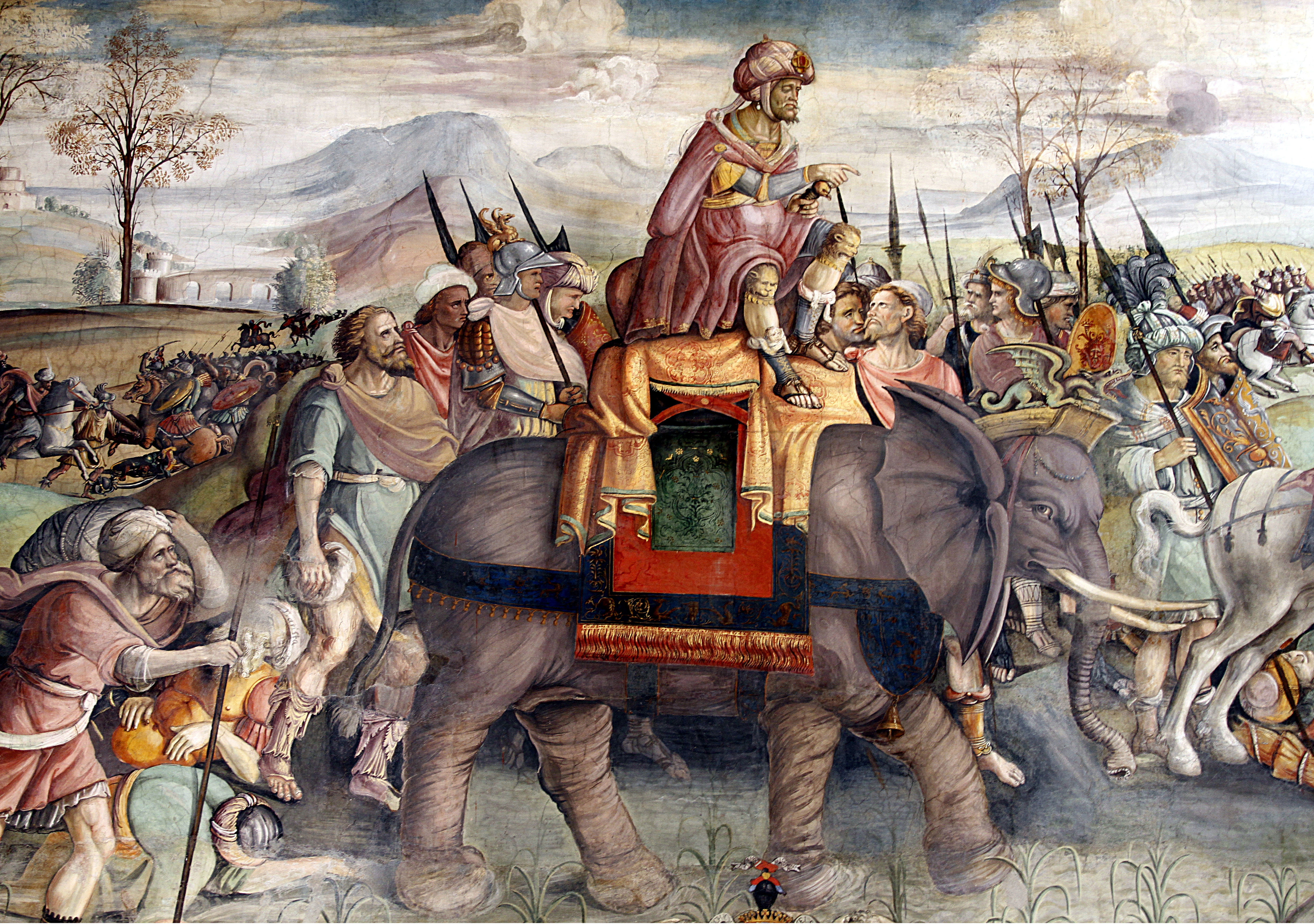
Annibale attraversa l'Italia affresco di Jacopo Ripanda, ca 1510, Palazzo dei Conservatori, Roma

Le residue forze armate romane, scampate alle due disastrose sconfitte, vennero trasferite a Cremona e Piacenza, per svernare in luogo sicuro. Nel frattempo, a Roma si tennero i comizi che elessero come consoli per l'anno 217 a.C. Gaio Flaminio Nepote, plebeo, e Gneo Servilio Gemino, patrizio. Il Senato decise che la difesa si sarebbe dovuta spostare entro i confini della Repubblica. Ritenendo la Valle Padana non difendibile e le colonie di Piacenza e Cremona, appena fondate, al sicuro da assedi cartaginesi, il Senato suddivise le forze e assegnò a ciascuno dei consoli un'area di azione: Flaminio doveva controllare i passi e i valichi in Etruria, mentre Servilio doveva controllare l'area di Rimini e l'accesso alla via Flaminia. Per eseguire il proprio compito, ogni console avrebbe avuto a disposizione due legioni "rinforzate" (con un numero maggiore di effettivi rispetto alla norma), a cui si affiancavano contingenti di socii, per un totale di circa 25 000 unità. Erano attive altre sette legioni: due a Roma, due in Spagna, due in Sicilia, una in Sardegna. Altre forze erano state inviate a Taranto e furono allestite ulteriori sessanta quinqueremi. Ulteriori rinforzi vennero inviati da Gerone, re di Siracusa, storico alleato di Roma, che consistevano in cinquecento arcieri cretesi e mille peltasti.
Annibale, d'altro canto, intendeva spostare la guerra entro i confini della Repubblica di Roma. La strategia che Annibale aveva in mente per vincere la guerra era di staccare le popolazioni italiche federate da Roma e di allearle a sé, incrementando così truppe e risorse a propria disposizione, diminuendo al tempo stesso quelle di Roma, portandola al collasso e costringendola alla resa. La propaganda e le battaglie vinte sarebbero state gli strumenti per raggiungere la capitolazione economico-politica della Federazione, minata all'interno dalle forze centrifughe, catalizzate dall'intervento cartaginese.
Nella primavera del 217 a.C. Flaminio rilevò a Lucca le truppe che avevano svernato a Piacenza sotto Sempronio, integrò le file arruolando nuovi effettivi e attraversò quindi l'Etruria, fino ad accamparsi ad Arezzo. Annibale, visto il malcontento crescente dei Celti timorosi del protrarsi della guerra nelle loro terre, e volendo prendere di sorpresa i Romani, si mosse velocemente dal suo campo invernale situato in Emilia ed entrò in Etruria, secondo la via più breve, e al tempo stesso scomoda. Lungo la direttrice Bologna-Pistoia valicò gli Appennini, probabilmente presso Passo Collina, e raggiunse quindi la Val d'Arno allagata dalle forti piogge. Per attraversarla l'esercito cartaginese impiegò quattro giorni e tre notti, lasciando sul posto molti animali e vettovaglie. Annibale stesso perse la vista da un occhio a causa di una infezione oftalmica non curata. Il piano di Annibale era comunque riuscito: aveva valicato gli Appennini ed era giunto in terra etrusca senza trovare opposizione. Dopo aver fatto riposare presso Fiesole i propri soldati ed essersi informato sulle caratteristiche della regione, sulle forze romane e sul loro comandante, il Barcide decise di spingere il console romano a battaglia, prima che questo potesse congiungersi con il collega e le sue armate.

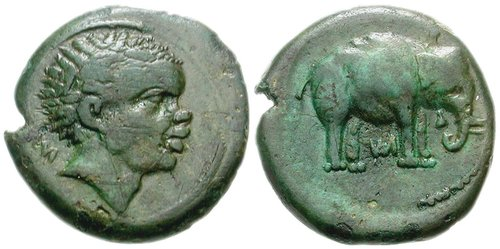
Moneta cartaginese ritrovata in Val di Chiana, probabilmente legata al passaggio di Annibale

Le forze cartaginesi, pertanto, iniziarono a mettere a ferro e fuoco l'Etruria, depredandola, per evidenziare le debolezze romane, creare loro imbarazzo politico con gli alleati federati e provocare il sanguigno Flaminio. Annibale cercò di muoverlo a battaglia, sfidandolo apertamente mentre sfilava con il suo esercito proprio ad Arezzo, dove era accampato il console con le sue truppe. Questi rifiutò la sfida, inviò messaggeri a Servilio per avvertirlo della situazione, e decise, contro il parere dello stato maggiore, di placare gli animi degli alleati, seguendo a distanza l'armata punica. Egli doveva evitare di perdere il contatto con l'esercito nemico, facendo in modo che il condottiero cartaginese non potesse marciare liberamente verso Roma o verso le truppe di Servilio, mettendolo in seria difficoltà. L'obiettivo da perseguire era, dunque, quello di ricongiungere le legioni dei due consoli e solo allora dar battaglia.
Annibale colse l'occasione: mentre procedeva in Val di Chiana, avendo Cortona sulla sinistra e il lago Trasimeno sulla destra, decise di non proseguire sulla strada che portava a Chiusi - e quindi a Roma (la futura via Cassia) -, ma cambiò direzione volgendo verso est, verso la via Flaminia, e, attraversando uno stretto passaggio, entrò in una valle posta lungo le sponde nord-occidentali del lago. Egli lo ritenne il luogo adatto per un'imboscata, per cui, qui fece accampare le proprie truppe e le dispiegò lungo le colline che delimitavano la valle, attendendo l'arrivo dell'esercito romano.
Flaminio, con le sue due legioni, raggiunse il Trasimeno solo in serata e dovette accamparsi per la notte nelle sue vicinanze, in un'area non distante dal défilé.

## Schieramenti e battaglia
La strada che attraversava la vallata inizialmente passava attraverso uno stretto passaggio, lungo circa quattrocento metri, causato dalla vicinanza delle ultime pendici rocciose dei monti di Cortona alle sponde lacustri. Annibale voleva sfruttare a proprio vantaggio le caratteristiche di questi luoghi e dei propri soldati, oltre che i punti deboli del nemico.

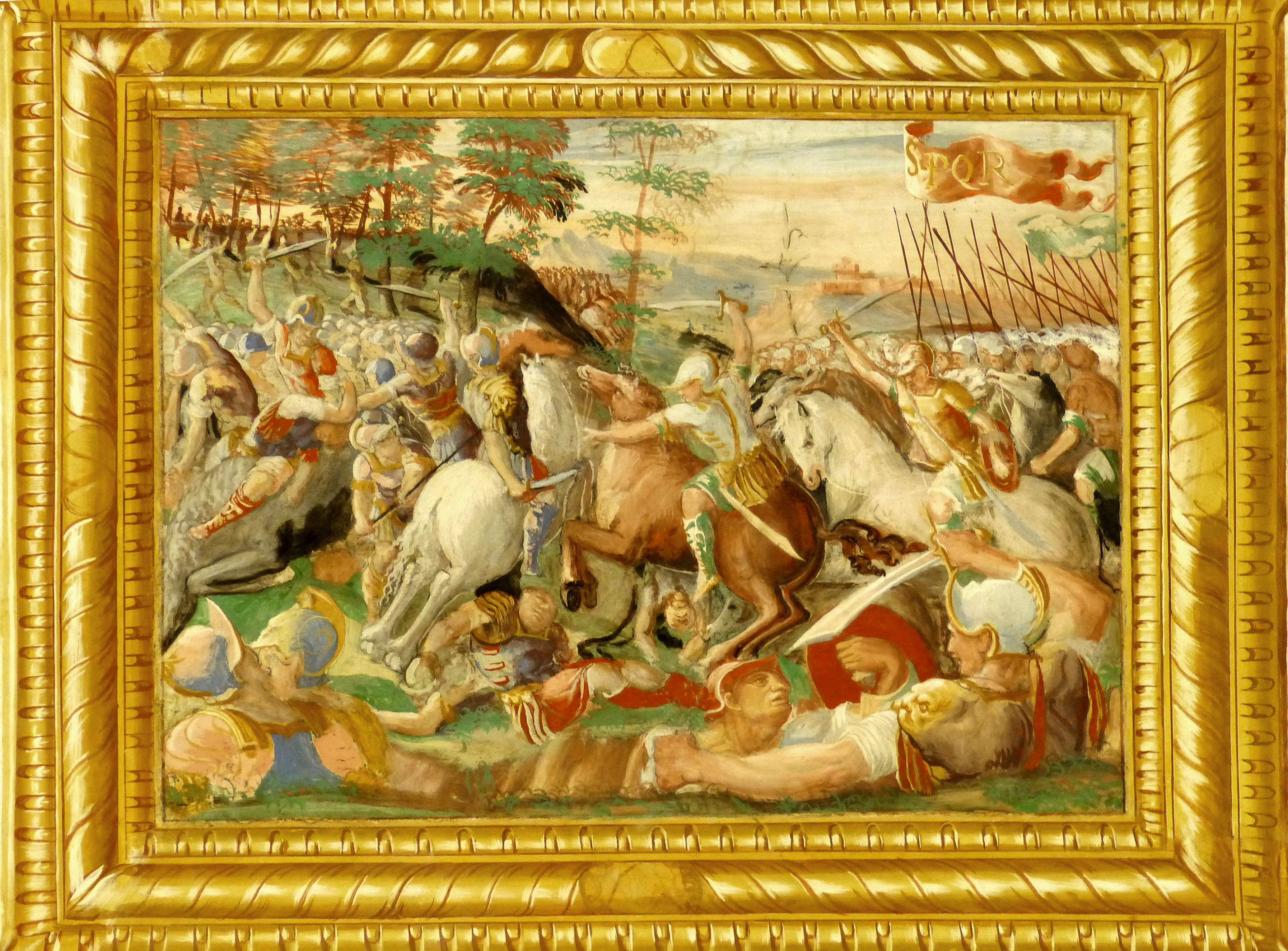
La battaglia del Trasimeno affresco di autore ignoto, Palazzo della Corgna, Castiglione del Lago

Di fronte alla via, che correva da ovest verso est a non molta distanza dal lago, Annibale fece erigere un campo, aperto e visibile, sul colle che si poneva di traverso rispetto alla strada, e lì collocò la fanteria pesante ibero-libica (circa 15–18 000 uomini). Sull'arco di colline a ovest del campo dispiegò su una linea continua i fanti celtici (circa 15 000), i quali si trovavano lungo il défilé, e la cavalleria (circa 8–10 000), la quale occupava le posizioni tra Celti e fanteria pesante. Queste truppe erano celate alla vista dalla ricca vegetazione. La fanteria leggera e i frombolieri delle Baleari (complessivamente 8 000 uomini) vennero condotti a est, dietro la collina su cui Annibale era accampato, ben nascosti alla vista di chi procedeva da ovest, in modo che, al segnale di Annibale, potessero chiudere la via di fuga lungo le sponde del Trasimeno.
Annibale voleva prendere i Romani in una morsa in cui la fanteria pesante era il fulcro, visibile al nemico, mentre le ganasce, celate, avrebbero dovuto chiudersi sui fianchi dei sorpresi nemici, fino a un loro completo accerchiamento.
Il giorno seguente, alle prime luci dell'alba, i Romani iniziarono a lasciare il campo e, attraverso la strettoia, entrarono allungati nella valle il cui fondo era occupato da una fitta nebbia, mentre dalle colline si aveva la vista libera. La loro marcia non era stata anticipata da alcuna ricognizione dei luoghi da parte di esploratori e, quindi, i legionari si mossero inconsapevoli delle minacce che incombevano su di loro. La nebbia era un fattore, per quanto imprevisto, che giocava a favore dei piani di Annibale.
L'esercito romano, superata la strettoia, entrò in una vallata più ampia, circondata da alte e ripide colline, avendo alle spalle il lago. Quando le avanguardie romane raggiunsero i paraggi del colle su cui erano accampate le fanterie pesanti nemiche, si avvidero solo della minaccia visibile e cominciarono a organizzarsi, mentre chi seguiva era ancora in marcia. Quando Annibale ritenne che la maggior parte dell'armata romana fosse all'interno della vallata, dette il segnale di attacco generale contemporaneo.

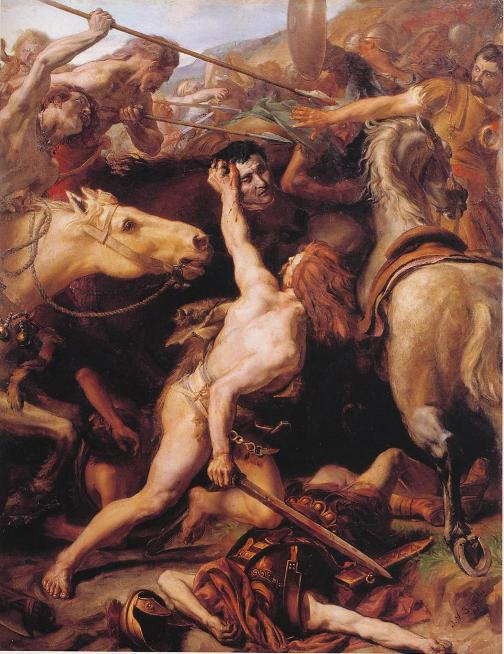
Il gallo Ducario decapita il generale romano Flaminio nella battaglia del Trasimeno, quadro del 1882 di Joseph-Noël Sylvestre (Museo di Béziers).

In breve tempo, Flaminio e i suoi soldati capirono di essere accerchiati, udendo il clamore che proveniva da ogni lato. I fanti celtici attaccarono il fianco sinistro della colonna romana in marcia lungo il défilé e spinsero i soldati verso le sponde del lago e al suo interno. La cavalleria in carica travolse il fianco sinistro romano che aveva superato il Malpasso, mentre la fanteria leggera, aggirando il colle dietro cui era celata, chiuse la via di fuga ai Romani nel senso della marcia e, fatta una conversione verso nord, si abbatté sul fianco destro della colonna in marcia.
I legionari erano in quel momento in maggior parte impreparati alla battaglia, ancora in assetto di marcia, e non ordinati secondo la solita disposizione hastati-principes-triarii. Mancavano i consueti automatismi e organizzazione: era impossibile dare e ricevere comandi nella confusione totale, in mezzo alla nebbia. Ciascuno dovette combattere per proprio conto.
I Romani riuscirono, nonostante le difficoltà, a resistere per tre ore finché il console, costantemente attaccato dai nemici, mentre battendosi con valore cercava di portare aiuto ai propri soldati in difficoltà, venne ucciso da un cavaliere celtico, della tribù degli Insubri, di nome Ducario, che volle vendicare i morti e i dolori arrecati alla sua gente da Flaminio durante il suo primo consolato.
A questo punto l'esercito romano sbandò e si lanciò disperatamente in ogni direzione, cercando la salvezza: verso i monti e verso il lago. Molti soldati perirono entro le acque del Trasimeno: cercando una via di fuga, trovarono la morte per via della cavalleria lì appostata, oppure affogarono trascinati dal peso delle armature mentre tentavano di nuotare. Alcuni soldati romani si uccisero a vicenda per non cadere prigionieri.

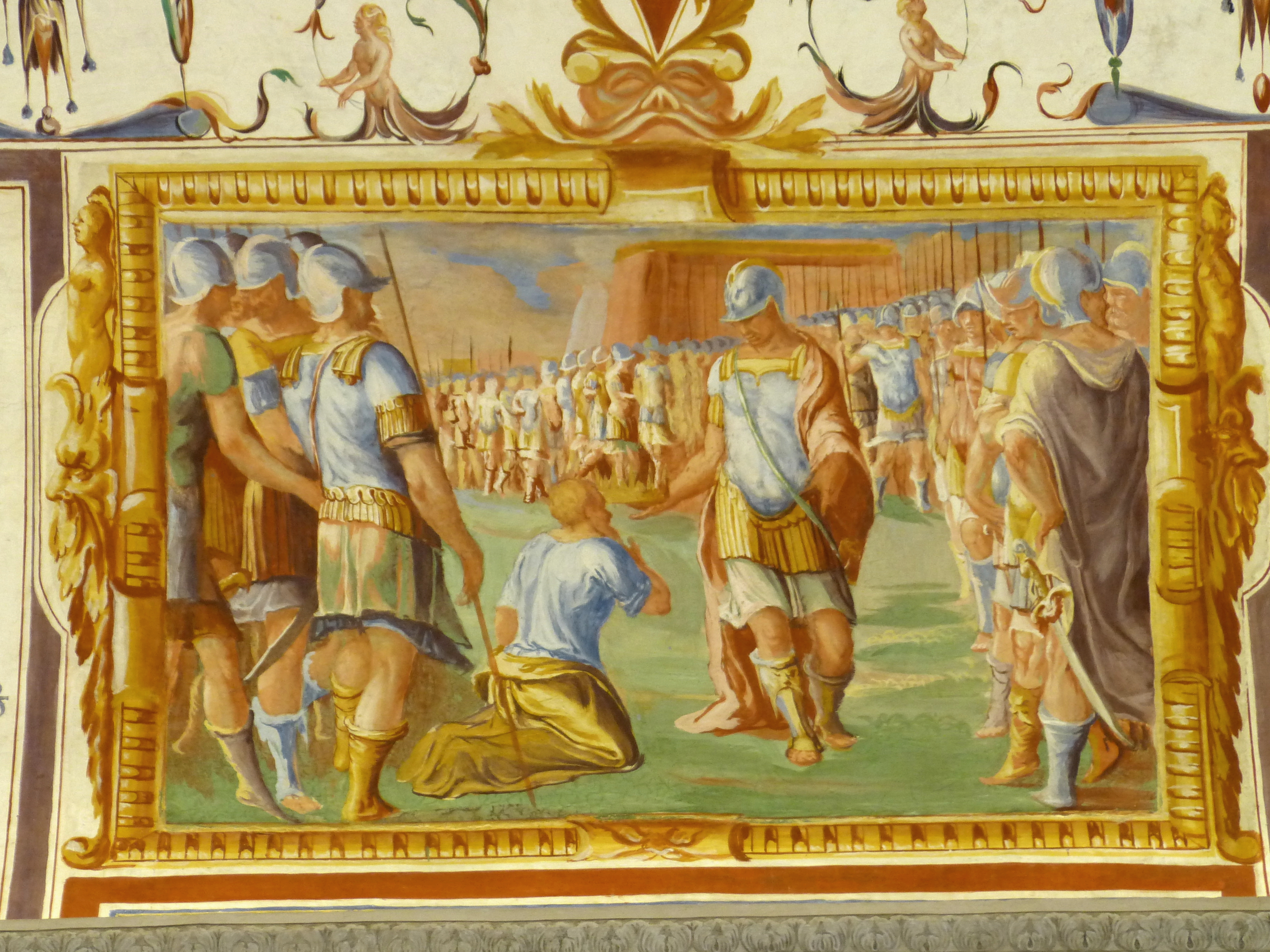
La magnanimità di Annibale in un affresco di autore ignoto presso Palazzo della Corgna, Castiglione del Lago

Non tutti i Romani intrappolati perirono nella mischia. Circa 6 000 di loro, che componevano l'avanguardia, riuscirono a sfondare le linee nemiche e a inerpicarsi sulle colline, pensando di trovare altri nemici, invano. Una volta che si era diradata la nebbia, essi videro dalla loro alta posizione che i compagni nella sottoposta valle erano stati annientati. I 6 000 si diressero, allora, quanto più velocemente possibile, verso un villaggio etrusco che si trovava nei paraggi e lo raggiunsero. Il giorno successivo vennero attaccati dalla fanteria leggera cartaginese guidata da Maarbale e si arresero, viste le difficoltà in cui versavano, dietro promessa di aver salva la vita. Annibale decise di confermare la promessa fatta dal suo sottoposto agli italici, per guadagnare la fiducia di queste popolazioni, e trattenne i cittadini romani come prigionieri.
Secondo Tito Livio, sul campo di battaglia furono 15 000 i soldati romani caduti e presi prigionieri, mentre 10 000 superstiti tornarono alla spicciolata a Roma. I Cartaginesi ebbero 2 500 caduti, a cui si aggiungevano ulteriori perdite tra i feriti. Annibale fece cercare il corpo di Flaminio ma non venne ritrovato. Secondo Polibio, 15 000 soldati romani furono fatti prigionieri e altrettanti furono uccisi. Il numero dei soldati cartaginesi caduti si attestò a 1 500 uomini, soprattutto tra le file celtiche.

## I due comandanti

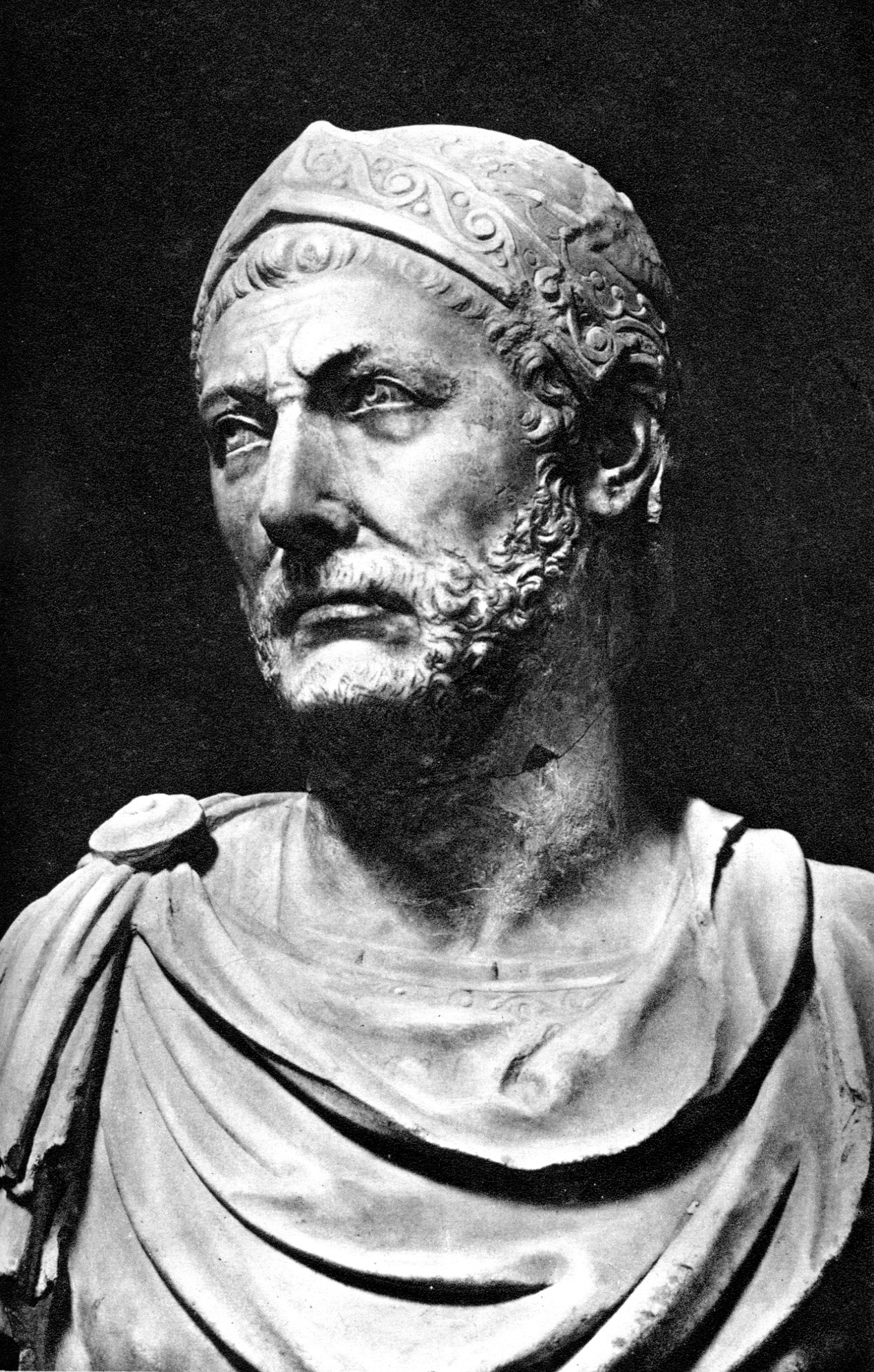
Busto raffigurante Annibale, Museo Nazionale di Napoli

Annibale è il protagonista indiscusso della battaglia del Trasimeno, come di tutta la seconda guerra punica. È considerato dalla storiografia moderna uno dei più grandi generali dell'antichità, se non il migliore. Uomo espertissimo di cose militari, sia pratiche che teoriche, è carismatico, intelligente, astuto e poliglotta. La sua, ampia, cultura è insieme cartaginese e greca.
Sempre informato di ciò che succede nel campo nemico e dei suoi piani, tiene sempre in proprio pugno l'iniziativa bellica, soprattutto nella prima fase, e riesce a colpire il nemico con azioni tanto improvvise, quanto condotte in modo veloce ed efficace. Quando entra in Etruria sa che i Romani hanno diviso le loro forze, e che quindi si trova in gran vantaggio numerico contro le singole armate consolari, che a lui conviene combattere separatamente. Annibale sa anche di avere qualità notevolmente superiori come comandante militare, rispetto ai comandanti romani, in genere consoli, o altri magistrati "cum imperio", dotati di potere militare.
Questi sono soprattutto dei politici eletti temporaneamente a tale incarico e, per quanto abbiano avuto precedenti esperienze belliche, nessuno possiede le qualità strategiche e tattiche del Barcide e sono estremamente sensibili all'opinione pubblica e alle tentazioni della gloria personale. Annibale, invece, ha grande esperienza militare, che parte dalla sua infanzia quando segue il padre Amilcare nella sua campagna militare in Iberia, attraversando quasi due decenni in cui ha servito in ruoli subordinati sotto il padre e, alla morte di questo, sotto Asdrubale finché all'età di 24 anni viene nominato comandante delle truppe cartaginesi in Iberia. Annibale unisce una conoscenza dei trattati di tattica e strategia militare dell'epoca a una grande esperienza sul campo, che lo accomuna ai suoi soldati, in larga parte mercenari di professione, i quali lo apprezzano visto che lui ne condivide i disagi della vita quotidiana.
Flaminio è un importante uomo politico della Roma dell'epoca. Ottimo oratore, grande esempio di amministratore, buon soldato, si distingue da tutti i politici coevi per le sue iniziative popolari e anti-senatoriali. La sua carriera come comandante militare risale al suo primo consolato, quando combatte i Galli Insubri, vincendo una battaglia lungo le sponde del fiume Adda, al termine della quale verrà deposto dal consolato.
Flaminio, pur divergendo nelle visioni politiche dalla maggioranza dei politici coevi, è però perfettamente inserito nella mentalità militare romana della sua epoca, che affronta una guerra contro uno iustus hostis seguendo la fides e disdegnando la fraus.
Date le caratteristiche dei due comandanti, Flaminio risponde in modo prevedibile alle iniziative di Annibale: non può permettere che arrivi a Roma indisturbato, oppure che il collega venga attaccato mentre lui rimane accampato ad Arezzo. Rifiuta di combattere quando avrebbe condizioni favorevoli: così avviene dopo che l'esercito punico ha attraversato le paludi dell'Arno o ad Arezzo. Flaminio viene spinto dall'urgenza di non perdere il contatto con il nemico e cade nella trappola ideata da Annibale sulle sponde del Trasimeno.
Divergono però le fonti sul suo comportamento in battaglia. Livio lo descrive come un comandante che mantiene il sangue freddo, cerca di incitare i soldati e porta il suo aiuto nei punti ove i Romani sembrano cedere; con la sua presenza e il suo valore è un esempio; viene seguito dai suoi soldati migliori. Polibio scrive invece, in breve, con parole sprezzanti, che il console viene travolto dagli eventi, è in difficoltà e disperato, e viene ucciso da un gruppo di cavalieri celtici.
Gli storici antichi vedono in Flaminio un nemico, poiché essi appartengono in larga parte alla fazione aristocratica a lui contraria. La critica moderna ha limato molto questi giudizi negativi evidenziando la sostanziale correttezza del suo operato, espletato nei limiti imposti dal compito avuto dal Senato e dalle proprie capacità. Tutti riscontrano una grave mancanza nel non aver fatto ispezionare la vallata prima di farvi entrare le sue truppe che però è da addebitare, non tanto alla sua negligenza, ma al modo cavalleresco di combattere degli eserciti di Roma che non concepiscono ancora e quindi non temono l'astuzia, l'agguato e l'inganno che invece vengono ad Annibale dalla cultura militare greca.

## Conseguenze della battaglia
Data la relativa vicinanza del campo di battaglia e l'esito drammatico, a Roma la sconfitta non venne minimizzata, come invece era avvenuto dopo la Battaglia della Trebbia. Quando il pretore Marco Pomponio annunciò nel foro: «Siamo stati sconfitti in una grande battaglia», la popolazione cadde nella disperazione.
Il Senato stava cercando di trovare una soluzione quando, dopo tre giorni, venne informato che i 4 000 cavalieri inviati da Servilio in aiuto del collega e delle sue truppe erano stati in parte uccisi e in parte catturati, forse nei paraggi di Assisi o Spello, dai cavalieri e fanti leggeri comandati da Maarbale.

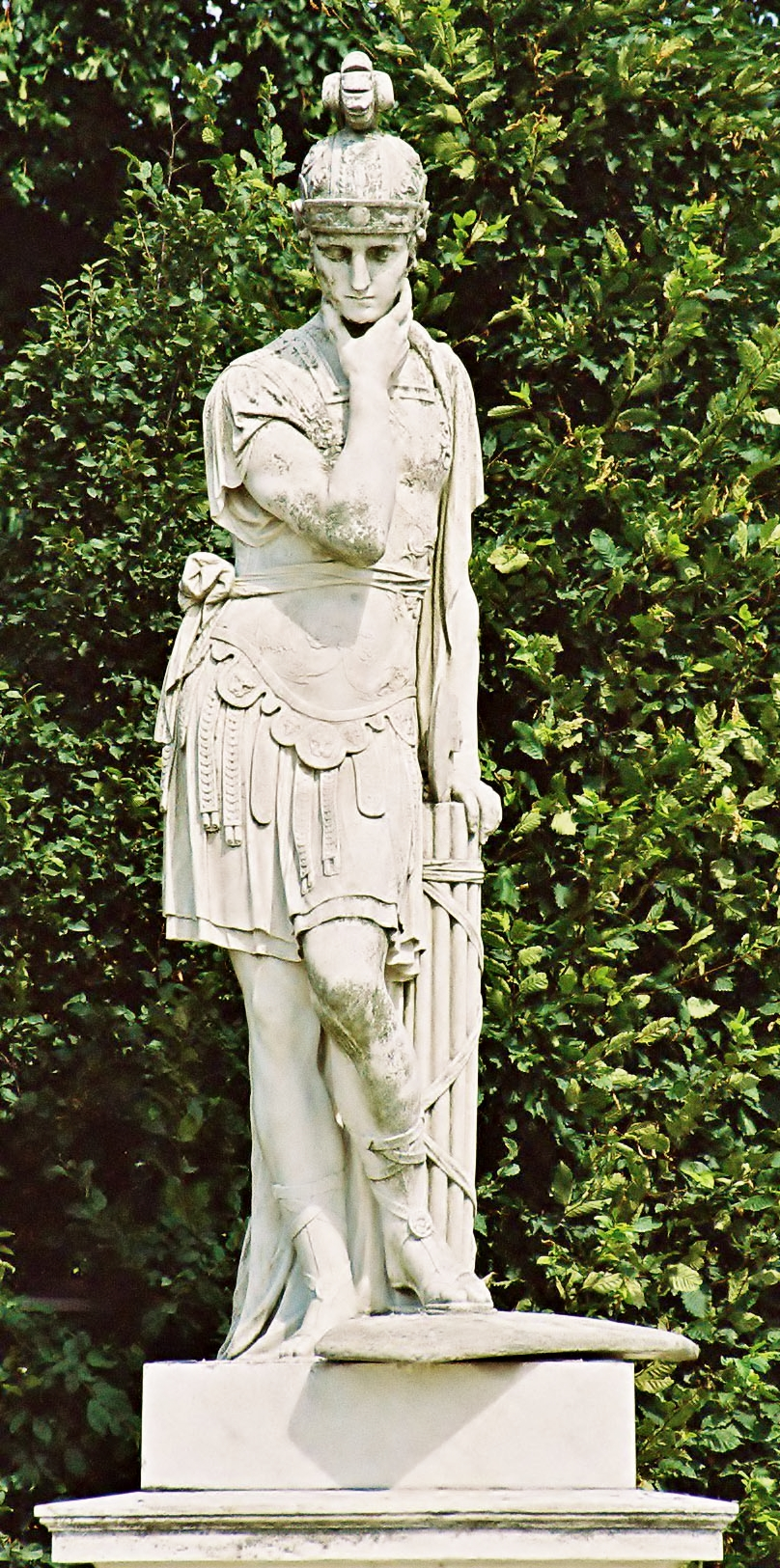
Quinto Fabio Massimo, Parco della reggia di Schonbrunn, Vienna

La posizione delle truppe annibaliche tagliava fuori da Roma il console superstite e le sue schiere, per cui venne deciso di prendere una decisione estrema, non adottata da lungo tempo: nominare un dittatore. In assenza del console, detentore del potere di nomina, furono incaricati del compito in via eccezionale i comizi centuriati, i quali nominarono dittatore Quinto Fabio Massimo, il Verrucoso, in seguito detto "Cunctator", il Temporeggiatore, e gli affiancarono come maestro della cavalleria il plebeo Marco Minucio Rufo: si minò così da subito la dittatura, poiché Rufo non era subordinato a Fabio Massimo, e nacque in breve tempo una diarchia.
Quinto Fabio Massimo provvide a far compiere i riti espiatori per placare gli dei e organizzare e consolidare le difese nel centro Italia. Il dittatore rilevò le due legioni sotto Servilio e ne arruolò altre due, eccezionalmente composte anche da liberti. Dettò anche la linea di condotta che venne tenuta per quasi tutta la durata della guerra: condurre le popolazioni entro posizioni fortificate, fare terra bruciata per evitare il vettovagliamento delle truppe cartaginesi, evitare battaglie a viso aperto contro Annibale.
I Romani adottarono diverse misure militari, che ebbero profonde ripercussioni nella loro storia successiva: prolungarono le cariche dei magistrati, per assicurare continuità di comando e strategia; allungarono la durata del servizio militare; venne aumentato il numero di legioni attivo, venne abbassato il censo minimo per essere arruolati, anzi vennero arruolati anche i liberti, gli schiavi liberati. Questi furono i primi passi che portarono, successivamente, a creare il soldato romano professionale.
Annibale, nonostante la vittoria conseguita, non ottenne le sperate proposte di alleanza da parte delle popolazioni italiche del centro Italia. I federati si strinsero a Roma, a eccezione di alcuni gruppi sparuti, e un tentativo cartaginese di conquista della colonia latina di Spoleto si concluse con un nulla di fatto. Data la situazione, il condottiere cartaginese valutò non conveniente dirigersi verso Roma, ma attraversò l'Umbria e il Piceno, fino a raggiungere il Mare Adriatico, ove fece riposare e curare i propri uomini e animali. Lungo il tragitto l'esercito cartaginese fece gran bottino, devastò le campagne e vennero uccisi molti uomini in età da armi. Annibale si diresse quindi verso l'Apulia, per proseguire i propri piani in luoghi a lui più favorevoli.
Dal punto di vista militare Annibale decise di far adottare dalle proprie fanterie pesanti gli armamenti romani raccolti nei campo di battaglia dopo la Trebbia e il Trasimeno. Le fanterie pesanti cartaginesi, pertanto, passarono dalla lancia d'urto alla spada, comune nel Mediterraneo occidentale. Si determinò, quindi, il necessario passaggio da una formazione a falange a una manipolare.

## Identificazione del sito della battaglia
Le testimonianze delle fonti storiche hanno lasciato dei dubbi negli studiosi di epoche successive, motivo per il quale si sono venute sviluppando varie teorie relative al sito della battaglia, identificato nei secoli dagli studiosi in luoghi diversi, distanti tra loro anche 20 km. Le difficoltà riscontrate dagli studiosi derivavano soprattutto dalla descrizione complessa dei luoghi fatta da Polibio e dalla scarsità dei dati sulla posizione all'epoca delle sponde del Lago Trasimeno.

### Teoria della battaglia nella valle compresa tra Monte Gualandro e Montigeto

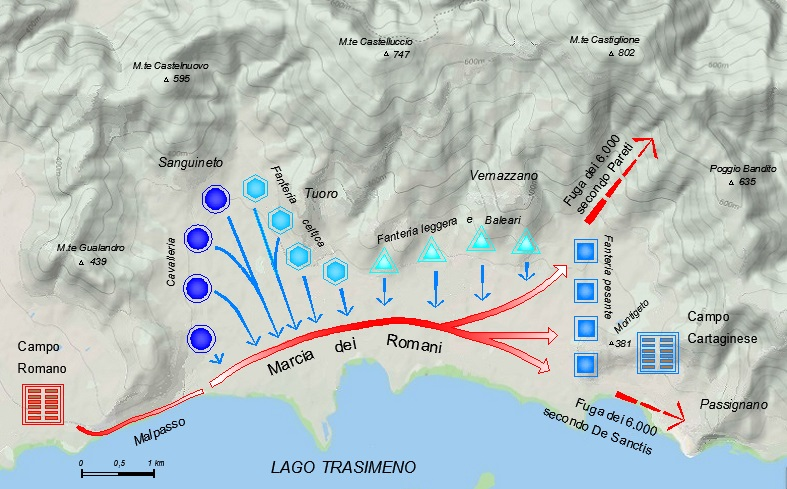
La battaglia secondo la teoria di Fuchs/Pareti/De Sanctis

Philipp Clüver, nella sua opera postuma Italia antiqua, individuò come locus pugnae ad Thrasymenum lacum la valle compresa tra Monte Gualandro e Montigeto. Alla stessa conclusione era già arrivato Giuliano de' Ricci in una lettera a Pier Vettori del 17 agosto 1569, edita però due secoli dopo. A Clüver si aggiunsero altri studiosi (Ciatti, Pellini), finché, tra la seconda metà dell'800 e la prima del '900, molti storici moderni ritennero di dare sistematicità a questa ricostruzione: i principali sono Nissen, Fuchs, Pareti, De Sanctis.
Nissen è il primo a sistematizzare tale teoria (1867), temporalmente parlando, e si distingue maggiormente dagli altri per le ipotesi sulla posizione del campo annibalico (sul colle di Tuoro) e delle cavallerie, al di fuori della vallata, verso il campo romano, per creare un'azione di spinta della colonna nemica in marcia.
Gli altri tre prevedono schieramento punico e posizione del loro accampamento (sulla collina di Montigeto) pressoché identici, a eccezione della via di fuga dei 6 000 romani che sfondarono le linee nemiche. Nello specifico i tre studiosi ipotizzano le truppe cartaginesi disposte sui due lobi che costituiscono la vallata: a ovest la fanteria celtica e la cavalleria (i primi a partire dal défilé), ad est la fanteria leggera e i Balearici, piuttosto radi. L'accampamento di Annibale era posto a loro avviso sulle pendici di Montigeto e di fronte ad esso, ai piedi del colle, la fanteria pesante doveva contrastare frontalmente le truppe nemiche, che marciavano su un percorso che costeggiava il lago lungo ca 6 km in linea d'aria.

### Teoria della battaglia nella valle compresa tra Passignano e Montecolognola
Nei primi anni del Novecento, Johannes Kromaye elaborò la sua teoria, sistematizzando quanto avevano già ipotizzato altri studiosi, quali Arnold, Dodge, Henderson, Voigt. Secondo lo studioso tedesco la battaglia avvenne nella stretta striscia di terra tra lago e colline compresa tra Passignano e Montecolognola, lungo la costa nord-orientale del lago. Dopo aver effettuato un sopralluogo dei luoghi e studiato alcune mappe di viabilità antica (soprattutto di epoca rinascimentale), Kromayer ipotizzò che il livello del Trasimeno all'epoca della battaglia fosse più alto di quanto lo fosse ai suoi giorni, cosa che impediva il passaggio al Malpasso inondato dalle acque, e che la strada di comunicazione tra val di Chiana e Perugia passasse sulla sella di Monte Gualandro. Egli ritenne di trovare a Passignano il défilé attraverso cui marciarono entrambi gli eserciti. Annibale, secondo lui, aveva posto il campo sulle colline di Montecolognola, disposto le fanterie pesanti a presidio di questi colli, mentre aveva dislocato le cavallerie e la fanteria celtica sui 9 km di percorso lungo lago e la fanteria leggera, con i frombolieri delle Baleari, a chiudere il passaggio a sud (ora Monte del Lago).
Ritenendo che l'esercito romano fosse stato completamente sorpreso in assetto di marcia, lo studioso tedesco ipotizzò che l'armata romana fosse dispiegata lungo la stretta (non più di qualche centinaio di metri oggi) vallata tra Passignano e Torricella, e che i 6 000 romani che erano riusciti a sfondare le linee nemiche vi fossero riusciti in corrispondenza della fanteria leggera cartaginese.
Kromayer, seguendo le conclusioni logiche delle proprie ipotesi di partenza, criticò le teorie che facevano riferimento alla valle di Tuoro, poiché non riteneva esistente il Malpasso di Borghetto e, qualora esistente, che fosse troppo breve la distanza tra questo e Montigeto (o il colle di Tuoro), cosa che non permetteva il completo dispiegamento delle legioni romane in assetto di marcia.
La teoria di Kromayer ha avuto un buon successo anche se venne criticata da vari studiosi coevi soprattutto per le ipotesi iniziali sulla viabilità antica e sul livello del lago che lo spinsero a trovare un diverso défilé di passaggio per gli eserciti e una diversa vallata per lo svolgimento dei fatti d'arme. Venne fatta notare anche la scarsa convergenza con la descrizione dei luoghi fatta dalle fonti e le difficoltà di gestione di un'imboscata con uomini dislocati su colli impervii per 9 km.

### Teoria della battaglia nella valle di Sanguineto

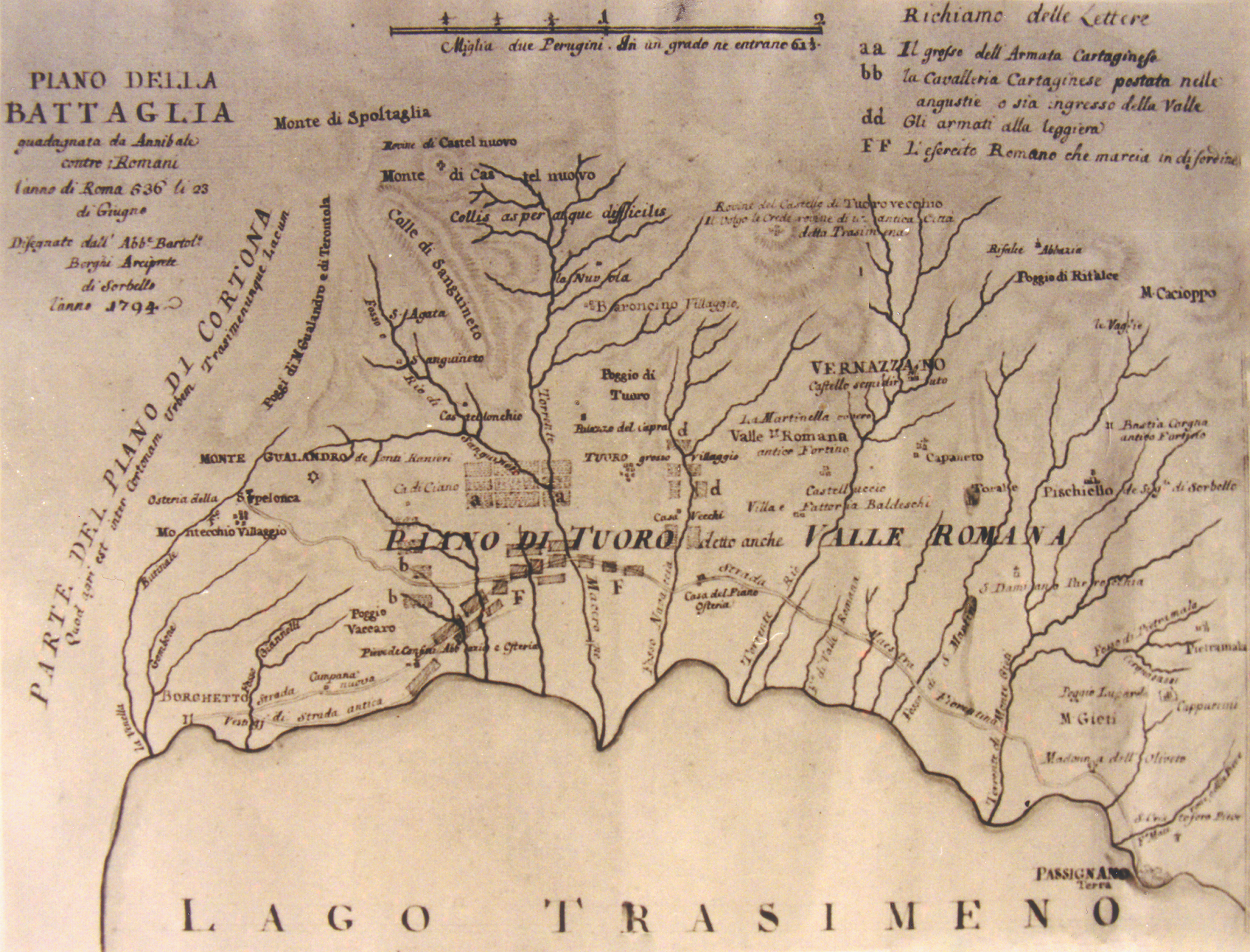
Piano della Battaglia guadagnata da Annibale contro i Romani l'anno di Roma 536 li 23 di Giugno mappa disegnata da Bartolomeo Borghi nel 1794

Alcuni studiosi riscontrarono che il luogo che meglio si addiceva alle descrizioni storiche fosse la vallata di Sanguineto, compresa entro l'arco di colline partenti dal Malpasso e terminanti con lo sperone di Tuoro.
Questa ricostruzione la troviamo nel secondo Cinquecento negli scritti e nelle mappe dell'architetto militare Cipriano Piccolpasso (1559-1579), il quale per primo denominò il défilé con il nome di Malpasso. Questa ricostruzione viene molto ben illustrata nel 1582 dal geografo e matematico perugino Egnazio Danti nell'affresco dal titolo Perusinus ac Tifernus presente nella Galleria delle Carte geografiche dei Musei Vaticani in Roma.
Altre testimonianze di questa teoria si hanno nelle opere dell'abate Bartolomeo Borghi, geografo e matematico (1750-1821) che argomentò il proprio pensiero nei suoi scritti e lo rappresentò in alcune mappe avvicinandosi molto alle conclusioni raggiunte da Brizzi e Gambini (2008). Tra Otto e Novecento su questa linea di lettura si sono espressi Grundy (1896) e Sadée (1909), che ipotizzano il campo cartaginese posizionato a Sanguineto; e Reuss (1906), il quale posiziona il campo punico a Tuoro.
Questa teoria fu contestata soprattutto a causa delle dimensioni, ritenute limitate, per consentire lo schieramento di un numero elevato di soldati.

### Teoria Susini (1960)

La Battaglia del Trasimeno secondo la teoria di G. Susini (1960)

Giancarlo Susini nel periodo 1960-64 ravvivò il dibattito sul sito della battaglia pubblicando in più riprese i risultati delle proprie ricerche, confutando le due tesi allora più accreditate (Kromayer, Fuchs/Pareti/De Sanctis). L'opera dello studioso fu notevole perché riaprì questioni ritenute risolte grazie al suo approccio multidisciplinare all'argomento, comprendente varie fonti e strumenti di indagine, quali archeologia, idrologia, aerofotogrammetria e toponomastica.
Nella sua opera Susini si dichiarò convinto che il sito della battaglia fosse da identificare essenzialmente nella valle di Sanguineto, e che presso il colle di Tuoro ci fosse un secondo défilé, in corrispondenza della vicine sponde del Trasimeno. Le sue convinzioni raggiungevano conclusioni simili a Grundy e Reuss. Per suffragare questa tesi, Susini cercò delle conferme di varia origine. L'idrologia e lo studio delle immagini aerofotogrammetriche consentivano, a suo avviso, di identificare l'evoluzione della linea di costa e i resti delle strade romane e delle linee di centuriazione romana: da tutto questo Susini suppose che la linea di costa all'epoca della battaglia fosse fortemente più avanzata verso monte rispetto ai giorni nostri.

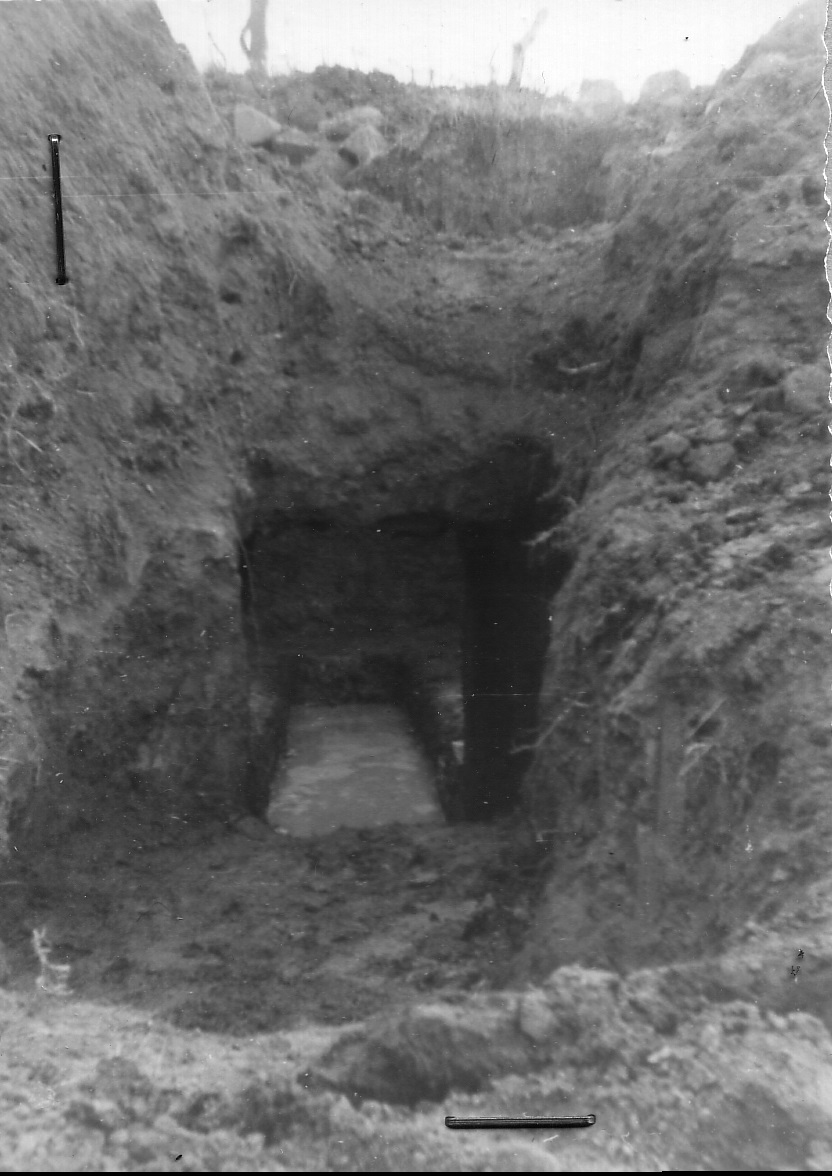
Ustrinum di tipo rettangolare ritrovato nella valle di Sanguineto. Identificato come di fattura punica

Dallo studio delle tradizioni colte e popolari Susini riscontrò che:
- nei secoli antecedenti studiosi e cartografi avessero identificato dapprima Sanguineto come sito della battaglia, mentre successivamente si era aperta l'ipotesi di un campo di battaglia comprendente l'intera valle settentrionale del lago fino Montigeto. Descrisse l'origine della terza teoria, relativa alla Val di Chiana, e ne chiarì l'infondatezza;
- i toponimi genuinamente riconducibili alla battaglia fossero limitati all'area di Tuoro (Gorghe di Annibale e, con qualche dubbio, Sanguineto e il nome del colle di Tuoro, M.te Sanguigno);
- non esistessero riferimenti relativi alla battaglia, né colti né popolari, nei luoghi tra Passignano e Montecolognola.

Quanto ai contributi archeologici, Susini censisce:
- distribuiti lungo le prime pendici delle colline circostanti la valle di Sanguineto, 17 ustrina (forni crematori) di due tipologie diverse: uno a forma circolare (b), e un altro di forma rettangolare (a), quest'ultimo simile ad alcuni coevi trovati in Numidia.[87] Alcuni di essi erano ancora pieni di materiale, poi identificato come ceneri organiche,[88] frammisto ad alcune punte di freccia e di un pilum.
- i resti di un villaggio etrusco (denominato dagli umanisti e dalla tradizione orale "Trasimena") in località Tiravento, vicino alla cima del M.te Castelluccio, possibile villaggio etrusco (kòme tyrrhenis secondo Polibio) destinazione dei 6 000 fuggitivi, distribuiti su un'area di circa 3–4 ettari.
- i resti di una necropoli, mista a incinerazione e a inumazione in località Murcia (quest'ultima verrà in seguito attribuita a epoche successive).

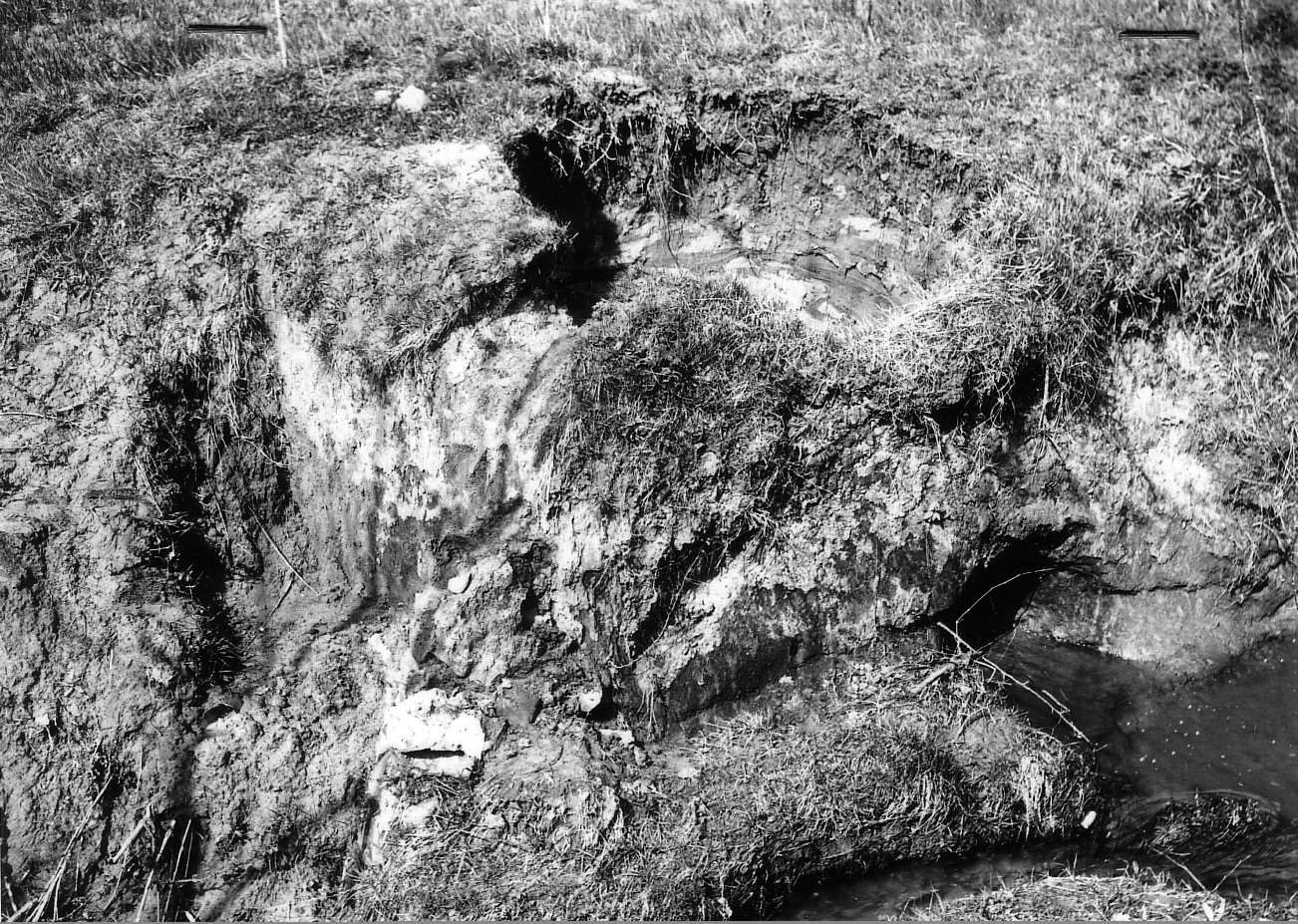
Ustrinum di tipo circolare ritrovato nella valle di Sanguineto. Susini ritenne fosse stato realizzato dalle popolazioni locali.

Sulla base di tutti questi contributi, Susini elaborò la sua teoria: Annibale aveva posto il campo sullo sperone di Tuoro, ivi dislocando le fanterie pesanti; la fanteria celtica e la cavalleria, a ranghi misti, sull'arco di colline che partivano dal défilé fino al colle di Tuoro; i Baleari e le truppe leggere si trovavano dietro la cresta dello sperone di Tuoro, da dove sarebbero calati sulla valle. I Romani, attraversato il Malpasso, marciando lungo la costa, avrebbero raggiunto i piedi dello sperone di Tuoro e, avendo avvistato le fanterie pesanti cartaginesi, avrebbero iniziato a dispiegarsi in assetto da battaglia. Quando Annibale vide che la maggior parte delle truppe nemiche era entrata nella vallata, dette il segnale di attacco generale, intrappolandole e sconfiggendole facilmente.
La teoria di Susini venne criticata soprattutto riguardo alla limitatezza dello spazio disponibile per il dispiegarsi delle truppe romane e di quelle appostate cartaginesi (Walbank e Lancel): a queste critiche Susini rispondeva che non tutte le truppe romane erano dentro la valle al momento dell'attacco; che parte di queste erano schierate, e che sul fronte cartaginese i Balearici partivano da dietro il colle di Tuoro, quindi da sopra l'accampamento e le linee di fanteria pesante.
Il livello del lago e la linea di costa di epoca romana ipotizzati da Susini sono in seguito risultati errati. Egli non conosceva i dati emersi dalle recenti indagini geografico-storiche e geo-fisiche compiute al Trasimeno.

### Teoria Brizzi-Gambini (2008)
Nel primo decennio del Duemila si sono avuti vari contributi che hanno permesso di determinare, in via definitiva, le dimensioni e il livello del Lago Trasimeno all'epoca della battaglia. Il ritrovamento di reperti di epoca etrusco-romana e di depositi di materiali di scarico all'interno del Trasimeno e i risultati di una serie di campagne di rilievo geologico eseguite dal CNR di Bologna hanno dimostrato che il lago in tale periodo aveva mediamente una superficie leggermente minore rispetto alla situazione attuale, al netto di periodi di piena/secca dovuti a eccezionale quantità/scarsità di precipitazioni.

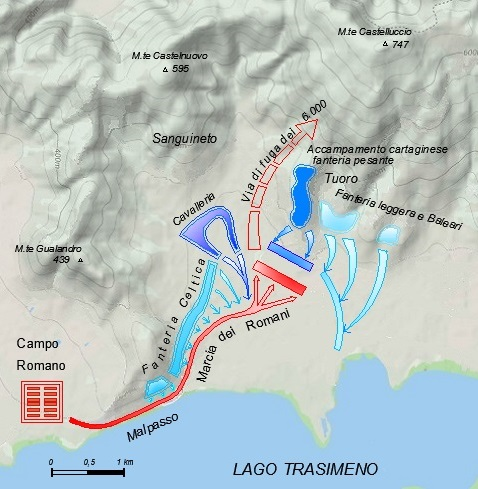
La battaglia del Trasimeno secondo la teoria di Brizzi e Gambini

Unendo il lavoro degli studiosi precedenti, soprattutto quello di Susini, a queste nuove fondamentali informazioni, Giovanni Brizzi ed Ermanno Gambini hanno quindi pubblicato nel 2008 una nuova teoria, compatibile con le risultanze scientifiche e archeologiche acquisite, oltre che con le fonti storiche maggiori. Questo articolo è stato successivamente ampliato e arricchito in un volume edito nel 2018. Essi sono stati in grado di utilizzare nella loro ricostruzione alcuni passaggi mai considerati dai precedenti studiosi: risultano ora ben comprensibili e valutabili il fatto che i Romani fossero stati attaccati da ambo i lati e circondati, la disposizione delle truppe leggere cartaginesi post montes (Tito Livio in Ab Urbe condita, XXII, 4 scrive "[…] Baliares ceteramque levem armaturam post montes circumducit […]") oppure:
(Polibio, Storie, III, 83, 3)
I due studiosi fissano il campo di battaglia soprattutto nella valle di Sanguineto e in parte nella valle di Tuoro. Annibale pone l'accampamento in posizione visibile sulla collina di Tuoro, e lì colloca le fanterie pesanti libiche e iberiche. Dispone quindi la fanteria celtica lungo le colline fiancheggianti il défilé, mentre la cavalleria parte dall'area di Sanguineto, sfruttando le direttrici del torrente Macerone e del fosso delle Cerrete; i frombolieri Balearici e i leggeri, sono celati nella valle del torrente Navaccia, dietro lo sperone di Tuoro, pronti a chiudere lo spazio tra colle e sponde lacustri, coprendo l'unica via di fuga.
L'indomani i Romani lasciano alle prime luci dell'alba il campo a Borghetto. Sfilano dapprima nella strettoia del Malpasso e quindi, entrati nella valle avvolta nella nebbia, probabilmente assumono una formazione di marcia allargata, proseguendo lungo una via in un primo tratto parallela al lago. Quando le avanguardie avvistano i fuochi del campo cartaginese, ma non le truppe celate, cercano di aprirsi nella piana, mentre l'esercito continua a sfilare. Annibale ritiene sia giunto il momento di dare il segnale di attacco generale e i Romani si ritrovano in breve circondati dalle truppe nemiche. Sorpresi e in svantaggio numerico e di posizione, i legionari lottano con ardore per tre ore, cercando di trovare un varco in ogni direzione. Gli ufficiali e Flaminio cercano di riorganizzare le file e di portare il proprio aiuto, là dove serve.
Dopo la morte del loro comandante, i soldati romani nella rotta finale cercheranno una via di fuga verso le colline, lasciando la traccia di ustrina ai piedi dei colli della valle di Sanguineto, e verso il Lago Trasimeno, trovando la morte per mano dei cavalieri numidici, oppure affogando a causa del peso delle armature.
Brizzi e Gambini descrivono infine la via di fuga dei 6 000: assunto come loro meta il villaggio etrusco presso M.te Castelluccio, già descritto da Susini, ritengono che il percorso debba passare sul fianco W dello sperone di Tuoro e proseguire sui colli.
Secondo Brizzi e Gambini la propria teoria è fedele alle fonti storiche, oltre che alle evenienze che sono venute alla luce negli ultimi decenni e consente anche di superare le obiezioni che furono sollevate a Susini, relativamente al poco spazio disponibile per gli eserciti.
Disponendo i Balearici e i leggeri nella valle del torrente Navaccia, oltre il colle di Tuoro, e tenendo bloccate le fanterie pesanti presso il colle, c'è spazio sufficiente per un attacco che non coinvolga tutto lo schieramento punico e quello romano, che solo in parte è entrato nella valle di Sanguineto.
Brizzi e Gambini contestano la validità della teoria Fuchs/Pareti/De Sanctis a causa della posizione del campo cartaginese a Montigeto, troppo lontano dal Malpasso: la gestione di un attacco coordinato di truppe disposte su una linea di quasi 10 km, interrotta dallo sperone di Tuoro, e quindi divise, è estremamente problematica. Seguendo il Nissen, grande è il rischio che l'esercito romano possa accorgersi delle cavallerie puniche dislocate a Monte Gualandro e sulle sue pendici occidentali. I reparti montati, separati dal resto dell'armata, potrebbero, se visti, essere sorpresi dai Romani e decimati. Ulteriori punti critici sono la questione dei tempi della battaglia svoltasi in sole tre ore nella nebbia e della via di fuga dell'avanguardia romana. Vengono infine contestate alcune proposte perché non aderiscono alle fonti e considerata criticabile la posizione assunta dai leggeri, che vengono collocati da questi studiosi nei pressi delle creste dei colli, a notevole distanza dalla colonna romana in marcia (ca 1,5 km).
Della teoria di Kromayer essi rimarcano la mancanza di basi, vista l'accertata mancanza di prove scientifiche e storiche a conferma delle sue ipotesi di partenza: mancano infatti conferme agli alti livelli lacustri che lo studioso tedesco giudica erroneamente e vi sono dissonanze con le fonti (distanza dai monti di Cortona, ristrettezza della valle della battaglia, mancato accerchiamento).
Assumendo che Tito Livio abbia scritto il vero affermando che in 10 000 tornarono all'Urbe, che la cifra di 25 000 uomini sia un'approssimazione ragionevole sull'entità dell'armata consolare, e che molti socii, scappati dalla battaglia o liberati da Annibale al termine della stessa per creare simpatia attorno a sé tornarono alle proprie case, Brizzi e Gambini ritengono che siano da diminuire leggermente i numeri dei caduti romani, 9 o 10 000 uomini in tutto.

### Teoria della Val di Chiana
Nel XVI secolo iniziò a diffondersi la teoria che la battaglia si fosse combattuta nella conca a Sud-Est di Cortona. Susini ricostruì la genesi di tale teoria, legata essenzialmente a considerazioni di tipo toponomastico, diffusa nel Settecento dal circolo culturale cortonese di donna Maddalena Pancrazi, e dimostrò la sua insussistenza.
Nel 1982 don Bruno Frescucci pubblicò un volume in cui affermò che il sito della battaglia fosse in Val di Chiana, nelle vicinanze di Cortona, lungo il corso del torrente Esse. Tale teoria è stata ripresa poi da R. Sabatini e G. Pellicci, con contestazione di quella di Susini e del valore delle prove archeologiche da lui addotte (gli ustrina).
Brizzi e Gambini (2008) confutano quanto ipotizzato da questi studiosi, poiché mal si accorda con le fonti storiche e i dati toponomastici e con le conoscenze attuali relative alla non presenza sotto Cortona di specchi d'acqua simili a un lago, in epoca romana.